# Таубер, Мартин
Мартин Таубер (нем. Martin Tauber; род. 4 ноября 1976 года, Инсбрук) — австрийский лыжник, призёр этапа Кубка мира.
В Кубке мира Таубер дебютировал в 22 ноября 1997 года, в феврале 2006 года единственный раз попал в тройку лучших на этапе Кубка мира. Кроме этого имеет на своём счету 3 попадания в десятку лучших на этапах Кубка мира, 2 в командных гонках и 1 в личных. Лучшим достижением Таубера в общем итоговом зачёте Кубка мира является 37-е место в сезоне 2005/06.
На Олимпийских играх 2006 года в Турине стартовал в трёх гонках, гонке на 15 км классическим стилем, скиатлоне и эстафете, но его результаты были аннулированы, ввиду обнаружения у него допинга.
За свою карьеру принимал участие в двух чемпионатах мира, лучший результат 5-е место в эстафете на чемпионате мира 2005 года, а в личных гонках 18-е место в масс-старте на 50 км классическим стилем на том же чемпионате.
В апреле 2007 года он был уличен в употреблении допинга на Олимпиаде 2006 года, его результаты на ней и на чемпионате мира 2007 года были аннулированы, а сам он был дисквалифицирован, после чего завершил карьеру. Эта дисквалификация стала частью большого допингового скандала в австрийском лыжном спорте, в результате которого были дисквалифицированы лыжники Таубер, Роланд Дитарт, Йоханнес Эдер, Юрген Пинтер и биатлонисты Вольфганг Пернер и Вольфганг Роттманн.
Использовал лыжи производства фирмы Fischer.